# Upton (Oxfordshire)
Upton is een civil parish in het bestuurlijke gebied Vale of White Horse, in het Engelse graafschap Oxfordshire met 421 inwoners.